# Thomas Seymour, 1. Baron Seymour of Sudeley

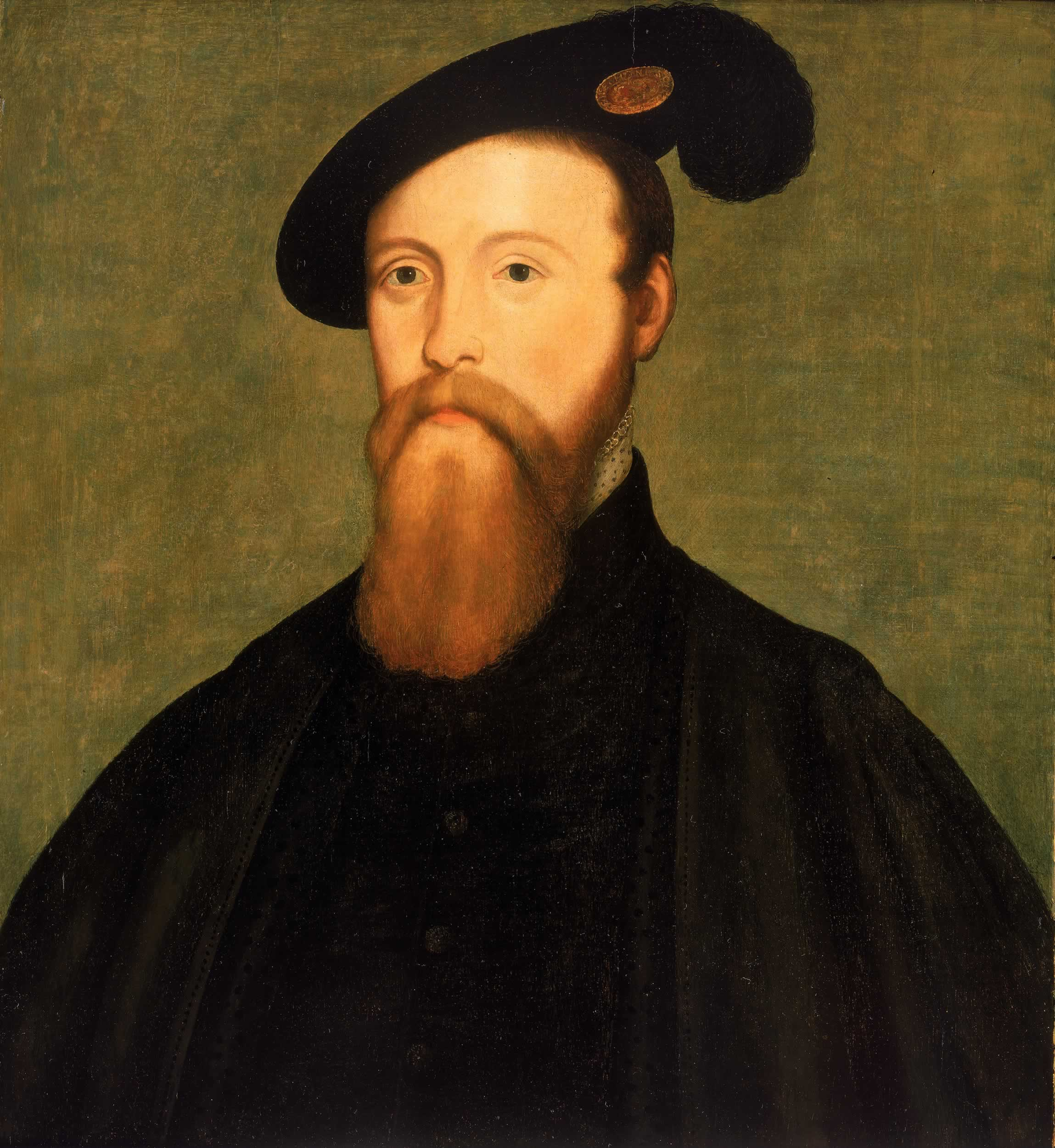
Thomas Seymour, 1. Baron Seymour of Sudeley von Nicholas Denizot

Thomas Seymour, 1. Baron Seymour of Sudeley KG (* um 1508; † 20. März 1549 in London) war ein englischer Edelmann, Heerführer, Diplomat und Politiker. Als Bruder der Königin Jane Seymour machte Thomas bei Hofe Karriere und wurde von König Heinrich VIII. des Öfteren auf diplomatische Missionen geschickt. Nach der Thronbesteigung seines minderjährigen Neffen Eduard VI. wurde Seymour zum Baron Seymour of Sudeley ernannt und erhielt das Amt des Lord High Admirals. Unzufrieden mit seinem vergleichsweise geringen Einfluss und neidisch auf die Macht seines älteren Bruders, des Lordprotektors Edward Seymour, 1. Duke of Somerset, verstrickte Seymour sich in Verschwörungen, heiratete ohne Erlaubnis die Königswitwe Catherine Parr und umwarb nach ihrem Tod Prinzessin Elisabeth. Nach einem missglückten Komplott gegen Somerset wurde Seymour schließlich festgenommen und wegen Hochverrats hingerichtet.

## Leben

### Frühe Jahre
Thomas war der vierte Sohn des Sir John Seymour of Wolf Hall, Wiltshire, und der Margery Wentworth. Sein Vater diente zunächst König Heinrich VII., der ihn im Jahr 1497 nach dem Kampf gegen die Armee um Perkin Warbeck zum Ritter schlug. Später trat er in den Dienst von Heinrichs Sohn und Thronfolger Heinrich VIII. Thomas’ Brüder waren der zukünftige Lordprotektors Edward Seymour, 1. Duke of Somerset und Sir Henry Seymour von Marwell, Hampshire. Seine Schwestern waren Jane Seymour, die dritte Frau Heinrichs VIII., Elizabeth Seymour, die den Sohn Thomas Cromwells heiratete und Dorothy Seymour. Vier weitere Geschwister starben bereits im frühen Kindesalter.
Aus Seymours Jugend ist wenig bekannt. Im Jahr 1530 diente er seinem entfernten Verwandten, dem einflussreichen Höfling Francis Bryan, einem Cousin der Königin Anne Boleyn, der sich jedoch letztendlich von ihr ab- und den Seymours zuwenden sollte. Als seine Schwester Jane am 30. Mai 1536 Heinrich VIII. heiratete, stieg Seymour rasch bei Hofe auf. Am 2. Oktober erhielt er das Amt eines Gentleman der Privy Chamber, womit er uneingeschränkten Zugang zum König erhielt. Im Folgejahr wurde er zum Verwalter von Holt und Chirk in Denbighshire ernannt und erhielt mehrere Herrensitze und Schlösser in Wales. Sechs Tage nach der Geburt seines Neffen Eduard wurde Seymour zum Ritter geschlagen.
Auch nach dem Tod seiner Schwester blieb Seymour in der Gunst des Königs und bekam im März 1538 die Ländereien ehemaliger Klöster in Hampshire, Essex und Berkshire zugesprochen. Am 14. Juli desselben Jahres schlug Thomas Howard, 3. Duke of Norfolk, eine Ehe zwischen seiner verwitweten Tochter Mary Howard und Seymour vor. Seymour allerdings zeigte sich nicht sonderlich interessiert. Im Jahr 1546 versuchte Norfolk ein weiteres Mal die Eheschließung zu arrangieren. Dieses Mal allerdings widersetzte sich Norfolks Sohn Henry Howard, Earl of Surrey mit der Begründung, diese Ehe wäre zu niedrig für seine Schwester.

### Diplomatische und militärische Missionen

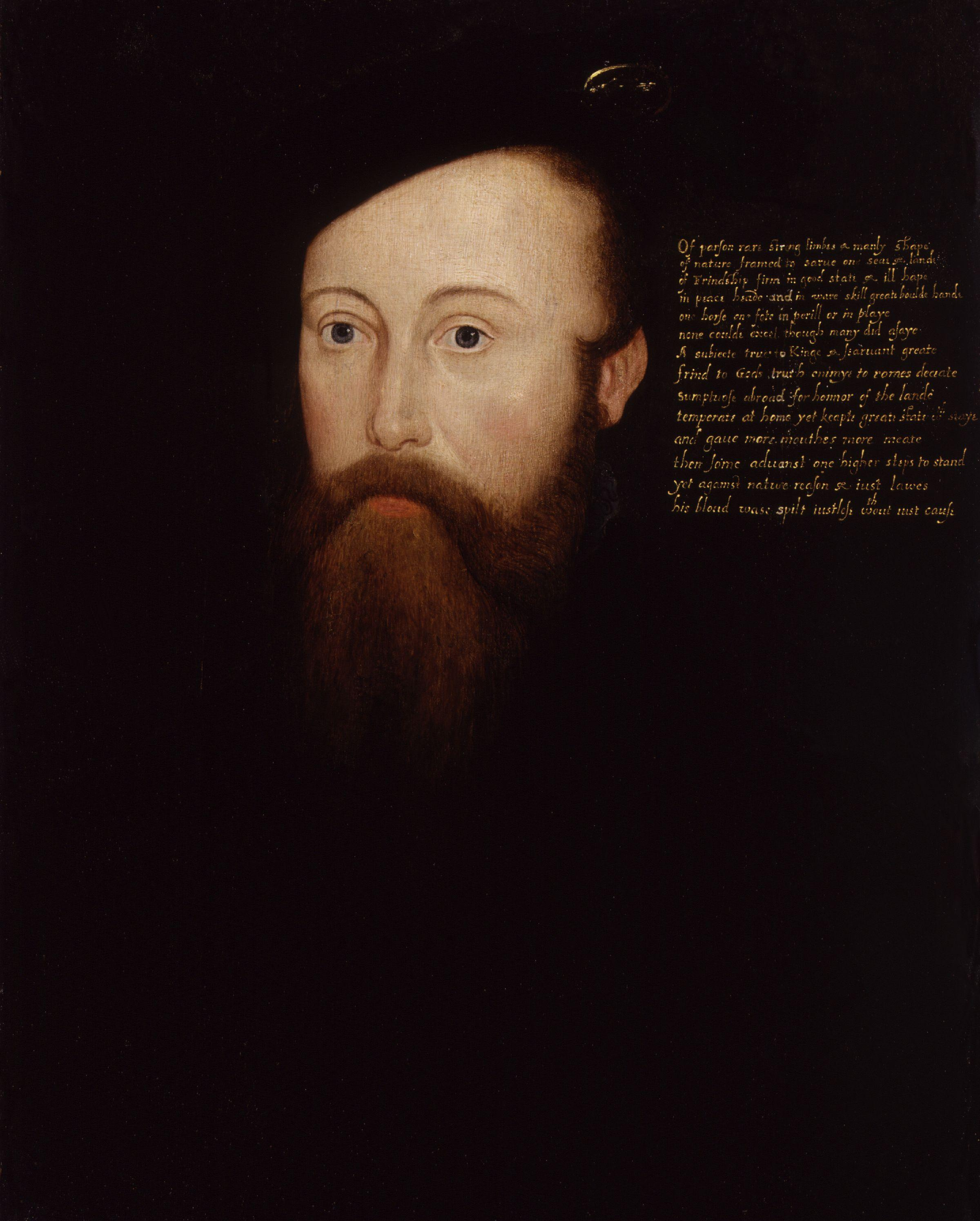
Thomas Seymour von einem unbekannten Künstler

Die erste nachweisbare diplomatische Mission unternahm Seymour 1538, als er im Auftrag des Königs nach Frankreich reiste, um den französischen König Franz I. zu treffen. Im Sommer 1542 war Seymour in Wien am Hofe des Erzherzogs Ferdinand II. und wurde Zeuge des Feldzugs gegen die Türken in Ungarn. Am 30. April 1543 wurde er gemeinsam mit dem Diplomaten Nicholas Wotton offiziell als Botschafter an den Hof der Statthalterin der habsburgischen Niederlande, Maria von Ungarn, gesandt. In dieser Zeit bezog er ein Gehalt von £1 6s. 8d. pro Tag. Im Sommer diente er dort der englischen Armee als Marschall unter dem Kommando von Sir John Wallop und kämpfte mit Auszeichnung im Krieg gegen Frankreich. Für kurze Zeit war er Oberbefehlshaber der englischen Truppen. Allerdings wurde er im Juli zurück an den englischen Hof beordert.
Am 18. April 1544 erhielt er auf Lebenszeit den Posten des Master of the Ordnance und war somit u. a. für die gesamte britische Artillerie, Befestigungen, die militärische Versorgung und Feldlazarette verantwortlich. Es handelte sich um ein verantwortungsvolles Amt und die Vergabe wurde als hoher königlicher Gunstbeweis betrachtet. Am 14. September war er gemeinsam mit seinem Bruder Edward bei der Eroberung Boulogne-sur-Mers anwesend. Im Oktober wurde Seymour zum Admiral of the Fleet ernannt. Seine Aufgabe war der Schutz des Ärmelkanals gegen eine französische Invasion und 1545 nahm er an diversen Seegefechten teil. Im selben Jahr erhielt er schließlich gemeinsam mit Sir Thomas Cheney das prestigeträchtige Amt des Lord Warden of the Cinque Ports. Zur Belohnung erhielt er am 29. November das Herrenhaus Hampton Place, das er in Seymour Place umbenannte.
Gegen Ende von Heinrichs Regierungszeit verfügte Seymour über ein stattliches Jahreseinkommen von £458 6s. 8d. und hatte mehrere lokale Ämter inne. Nur fünf Tage vor dem Tod des Königs, am 23. Januar 1547, wurde Seymour als Mitglied des Kronrats vereidigt. Heinrich VIII. bedachte Seymour in seinem Testament und vermachte ihm 200 Pfund. Laut William Paget hatte Heinrich verfügt, dass Seymour in den Adelsstand erhoben werden sollte. Das geschah am 16. Februar 1547. Seymour wurde zum Baron Seymour of Sudeley erhoben und zum Lord High Admiral ernannt. Im Gegenzug gab er das Amt des Master of the Ordnances ab. Zusätzlich erhielt er Ländereien, die ihm pro Jahr 500 Pfund einbrachten und wurde am 23. Mai in den Hosenbandorden aufgenommen.

### Onkel des Königs

#### Intrigen gegen den Lordprotektor
Nachdem sein Bruder Edward nicht nur den Titel des Duke of Somerset, sondern als Lordprotektor auch die Vormundschaft über den jungen König Eduard VI. sowie die Regentschaft erhalten hatte, wuchs Seymours Unzufriedenheit und Eifersucht. Er war bestrebt, für sich selbst das Amt des Vormunds des jungen Königs zu gewinnen. Als Beispiel führte er an, dass während der Minderjährigkeit des Königs Heinrich VI. die Ämter des Regenten und des Vormunds von zwei verschiedenen Personen ausgeübt wurden. Um gegen Somerset vorgehen zu können, benötigte Seymour allerdings sowohl die Unterstützung des Adels als auch Truppen. Zu diesem Zweck nahm er u. a. Kontakt zu den Piraten der Westküste auf, um ihnen ein Bündnis vorzuschlagen, obwohl er als Lord High Admiral die Aufgabe hatte, Piraten zu jagen. Späteren Anklagen zufolge erhielt er einen Teil ihrer Beute.
Somersets Politik wurde von Seymour bei jeder Gelegenheit scharf kritisiert. Er erklärte offen, dass „er das Vorgehen des Lordprotektors und des Rates ablehnte“. Seymour verurteilte die Verteilung von Ländereien, die der Krone gehörten und nannte den Feldzug gegen Schottland eine große, unnötige Geldverschwendung. Auch verbreitete er Gerüchte, dass Somerset vorhätte, Calais endgültig an Frankreich abzutreten. Während des Feldzugs gegen Schottland im Jahr 1547 blieb Seymour demonstrativ in London, während Somerset selbst in die Schlacht zog. Zeitgenossen zufolge unternahm er in dieser Zeit erste Schritte, um Eduard zu überzeugen, ihn, Seymour, offiziell zu seinem Vormund zu ernennen.

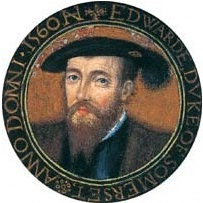
Edward Seymour, 1. Duke of Somerset, älterer Bruder Thomas Seymours

Obwohl Somerset sicherstellte, dass der Kontakt zwischen seinem Bruder und dem König spärlich war, nutzte Seymour seine Kontakte bei Hofe, um mit seinem Neffen zu kommunizieren, u. a. den Kammerdiener John Fowles und den königlichen Tutor Sir John Cheke. Er benutzte Fowles, um Eduard immer wieder Geldbeträge zuzustecken, da der junge König sich darüber beschwerte, wie knapp er von Somerset gehalten wurde. Wahrscheinlich hoffte Seymour, auf diese Weise die Zuneigung seines Neffen zu gewinnen und ihn gegen Somerset aufzubringen. Er teilte dem kleinen König unverhohlen mit, dass dieser gegen Somerset vorgehen müsse: „Ihr müsst selber herrschen!“
Auch anderweitig versuchte Seymour seinen Einfluss auf die Königsfamilie auszudehnen. Bereits im Jahr 1543 hatte er Catherine Parr umworben, hatte allerdings zurücktreten müssen, als der König um ihre Hand anhielt. Heinrich VIII. war kaum tot, als Seymour versuchte, sich Prinzessin Elisabeth durch Heirat zu sichern. Allerdings war es laut Heinrichs Testament weder Elisabeth noch ihrer älteren Halbschwester Maria gestattet, ohne Erlaubnis des Rates zu heiraten. Daraufhin heiratete Seymour heimlich seine alte Liebe Catherine Parr und holte sich erst nachträglich die Erlaubnis des Königs. Zusätzlich kontaktierte er Henry Grey und schlug ihm ein Bündnis vor. Im Gegenzug sollte Greys Tochter Lady Jane Grey in Seymours Haushalt erzogen und mit Eduard verheiratet werden. Jane Grey stand in der Thronfolge direkt hinter Maria und Elisabeth und war somit ein wertvolles Mündel.
Auf dem Weg zum und vom Parlament versuchte Seymour Verbündete unter den Adligen zu rekrutieren. So berichtete Thomas Wriothesley, der dank Somerset sein Amt als Lordkanzler verloren hatte, dass Seymour sich über seine Behandlung empörte und ihm versprach, ihn wieder auf seinem ehemaligen Posten einzusetzen. Des Weiteren empfahl Seymour Henry Grey, sich mit den Yeomen gut zu stellen und sich die Unterstützung ihrer Anführer zu sichern, da diese in der Lage waren, die Bevölkerung zu überzeugen und Unterstützung zu rekrutieren. Im Parlament selbst unternahm Seymour Anläufe, seine Anhänger und Diener ins Gebäude zu bringen und drohte im Herbst 1547 damit, die Parlamentssitzungen zu stören. Auch prahlte er vor Zeugen damit, wie viele Männer ihm wohlgesinnt wären und auf seinen Ruf hin zu den Waffen greifen würden. Besonders verdächtig machte er sich dadurch, dass er einen strategisch wichtigen Übergang des Flusses Dee militärisch befestigte und den Unterschatzmeister der Münzprägeanstalt von Bristol um eigens für ihn geprägtes Geld bat. Sein Schloss in Holt bestückte er mit Essensvorräten, als gelte es eine Belagerung auszuhalten. Daher wird vermutet, dass er tatsächlich vorhatte, den König zu entführen.

#### Seymour und Prinzessin Elisabeth

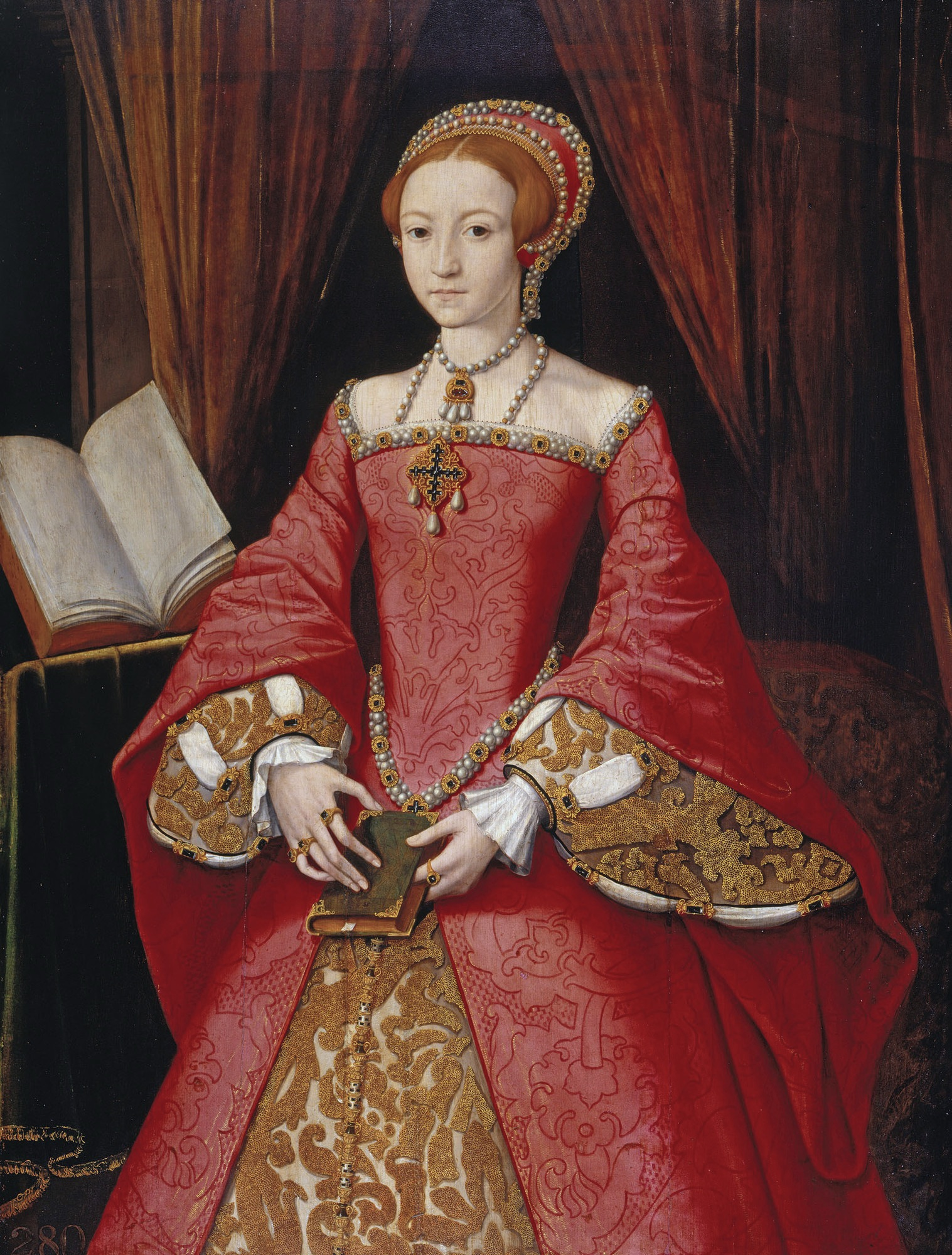
Elisabeth Tudor mit 13 Jahren

Kurz nach dem Tod ihres Vaters war Prinzessin Elisabeth zu ihrer Stiefmutter Catherine Parr gezogen. Catherine war nach kurzer Zeit von Seymour schwanger geworden und nun begann er Elisabeth nachzustellen. Elisabeths Diener sagten später aus, dass Seymour oftmals am Morgen das Zimmer der Prinzessin betrat und, wenn er sie außerhalb des Bettes im Nachthemd vorfand, „auf vertrauliche Art auf den Rücken oder den Po klopfte“. War sie noch im Bett, riss er die Vorhänge auf und tat, als wollte er sich auf sie stürzen oder versuchte sie zu küssen. Hin und wieder betrat er ihr Schlafzimmer mit „nackten Beinen“, ein in der damaligen Zeit skandalöses Verhalten, was besonders Elisabeths Gouvernante Kat Ashley empörte. Von ihr zur Rede gestellt, wie sehr sein Verhalten Elisabeths Ruf schadete, ereiferte sich Seymour: „Ich werde dem Lordprotektor erzählen, wie ich verleumdet werde. Ich werde es nicht bleiben lassen, denn ich führe nichts Böses im Schilde“.
Eine Zeit lang schien Catherine Parr das Verhalten ihres Mannes zu dulden, möglicherweise da sie es als harmlose Spielerei betrachtete. Zweimal begleitete sie ihn morgens in Elisabeths Zimmer, wo sie gemeinsam die Prinzessin auskitzelten. Ein anderes Mal hielt sie ihre Stieftochter im Garten fest, während Seymour ihr Kleid zerschnitt. Dennoch blieb sie nicht lange über Seymours Absichten im Ungewissen. Im Mai 1548 kam Catherine laut Kat Ashley überraschend hinzu, wie Seymour Elisabeth in den Armen hielt. Um den Ruf der Prinzessin zu schützen, wurde sie aus Seymours Reichweite entfernt und nach Cheshunt geschickt, wo sie im Haus von Kat Ashleys Schwester untergebracht wurde. Auf diese Weise wurde ein Skandal vermieden. Seymours Übergriffe sollten allerdings später Konsequenzen nach sich ziehen. Am 30. August brachte Catherine Parr ihre Tochter Mary Seymour zur Welt und erkrankte wenig später am Kindbettfieber, in dessen Verlauf sie, möglicherweise im Delirium, Seymour wegen seines Flirtens mit Elisabeth anklagte.
Nach dem Tod seiner Frau im September 1548 warb Seymour erneut um die Hand der Prinzessin. Diesmal hatte er die Unterstützung Kat Ashleys, die nichts gegen eine Heirat ihres Schützlings einzuwenden hatte. Auch Elisabeth selbst schien nicht abgeneigt zu sein, war jedoch klug genug, ohne die Erlaubnis des Rates keine bindende Zusage zu machen. Da eine Heirat zwischen Mitgliedern des Adels stets auch einen wirtschaftlichen Hintergrund hatte, führte Seymour lange Gespräche mit Elisabeths Buchhalter Thomas Parry, um zu erfahren, wie viele Ländereien und Diener Elisabeth tatsächlich besaß und unter welchen Bedingungen sie die Besitztümer erhalten sollte, die ihr Vater ihr vermacht hatte. Nur kurze Zeit später erfuhr der Kronrat jedoch von seinen Bestrebungen. Gerüchte verbreiteten sich, dass Seymour Catherine Parrs Hofdamen behalten hatte, damit sie Elisabeth dienten, nachdem er sie erst einmal geheiratet hatte. John Russell, 1. Earl of Bedford stellte Seymour zur Rede und es kam zu einer heftigen Auseinandersetzung. Der Kronrat verhaftete daraufhin Kat Ashley und Thomas Parry. Seymours frühere sexuelle Übergriffe gegenüber Elisabeth kamen nun ans Licht und es folgte ein Skandal, der sowohl Seymour als auch die Prinzessin ins Visier der Untersuchungen des Rates brachte. Elisabeth gelang es, den Rat von ihrer Unschuld zu überzeugen. Seymour hingegen hatte den Adel einmal zu häufig provoziert.

#### Sturz und Hinrichtung
Am 16. Januar 1549 schritt Seymour zur Tat. Begleitet von zwei Dienern, ausgestattet mit einem Zweitschlüssel zum königlichen Garten und bewaffnet mit einer Pistole brach er in den Palast ein. Doch bei dem Versuch, das Schlafzimmer zu betreten, wurde er von Eduards Hund angegriffen. Vermutlich in einer Panikreaktion erschoss Seymour das Tier, was die königliche Leibwache auf den Plan rief. Seymour behauptete, er hätte sich nur versichern wollen, dass der König gut bewacht wurde. Doch stattdessen verbreitete sich rasch das Gerücht, er hätte versucht, Eduard im Schlaf zu ermorden. Wenngleich Seymour vom Tod seines Neffen nicht im Geringsten profitiert hätte, war das Misstrauen gegen ihn gewachsen und wurde ihm nun zum Verhängnis.

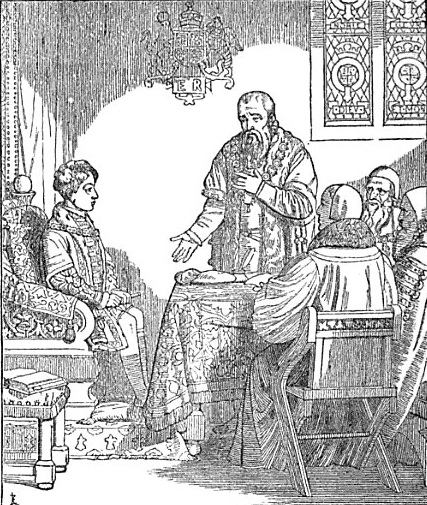
Somerset klagt seinen Bruder vor König Eduard an

Einen Tag später wurde er verhaftet und im Tower eingekerkert. Dort schrieb er einen Brief an Somerset, in dem er sich demütig seinem Bruder unterwarf. Diverse Adlige sagten in Verhören gegen ihn aus und Seymour wurde sowohl am 18. als auch am 22. Februar mit ihren Aussagen konfrontiert. So wurde ihm vorgeworfen, die Entführung des Königs und die Heirat mit Prinzessin Elisabeth geplant zu haben. Als Beweis dafür dienten Aussagen Seymours. Zum Beispiel hatte er angeblich eines Tages um neun Uhr morgens in St James’s Palace gesagt, dass jemand den König ohne Schwierigkeiten von hier entführen könnte, da selbst er, Seymour, mehr Leute bei sich hätte, als es Palastwachen gab. Auch kamen mehrere Gespräche ans Licht, die er mit Eduard gehabt hatte und in denen er versucht hatte, den jungen König zu überreden, seine eigenen Entscheidungen zu treffen und seine eigenen Männer auszuwählen.
Seymour leugnete und stritt sogar Dinge ab, die er zuvor zugegeben hatte, doch die Beweislast gegen ihn war erdrückend. Am 5. März verabschiedete das Parlament in Somersets Abwesenheit eine Bill of Attainder gegen Seymour. Er wurde des Verrats für schuldig befunden und sein eigener Bruder Somerset unterzeichnete das Todesurteil mit solchem Widerwillen, dass die Handschrift nahezu unlesbar war. Vor seinem Tod bat Seymour darum, noch einmal seine Tochter Mary sehen zu dürfen, allerdings ist ungewiss, ob ihm dieser Wunsch erfüllt wurde. Am 20. März 1549 wurde Seymour durch Enthauptung hingerichtet. Pikanterweise wurden in seinen Schuhen Briefe an die Prinzessinnen Maria und Elisabeth gefunden, die seine Diener zu ihnen hätten bringen sollen. In ihnen beschwor er die beiden, sich gegen Somerset zu verschwören. Nach seinem Tod erlosch sein Titel als Baron Seymour von Sudeley und sein Vermögen, inklusive des Nachlasses seiner Frau, wurde von der Krone eingezogen.
Nach seiner Hinrichtung verurteilte Hugh Latimer Seymour in einem Gottesdienst, wo er ihn als Verführer, Ungläubigen und Verräter bezeichnete. „Er war, so hörte ich, ein Mann voller Begierden. Ich wünschte, es gäbe keine weiteren in England. Er war, so hörte ich, ein aufrührerischer Mann, der das allgemeine Gebet verdammte. Ich wünschte, es gäbe keine weiteren in England. Gut, dass er fort ist. Ich wünschte, er hätte keine weiteren zurückgelassen.“ Prinzessin Elisabeth soll über seine Hinrichtung angeblich gesagt haben: „Heute starb ein Mann von großem Geist und sehr geringem Urteilsvermögen.“ Dennoch war Seymours Tod äußerst unpopulär und schadete dem Ansehen seines Bruders Somerset erheblich. Elisabeth erinnerte sich später, wie Somerset sagte, „wenn es seinem Bruder gestattet gewesen wäre, mit ihm zu sprechen, hätte er niemals leiden müssen, doch wurde er überredet zu glauben, er könnte nicht sicher leben, solange der Admiral lebte und dass er deswegen seinem Tod zugestimmt hätte“.

## Nachkommen

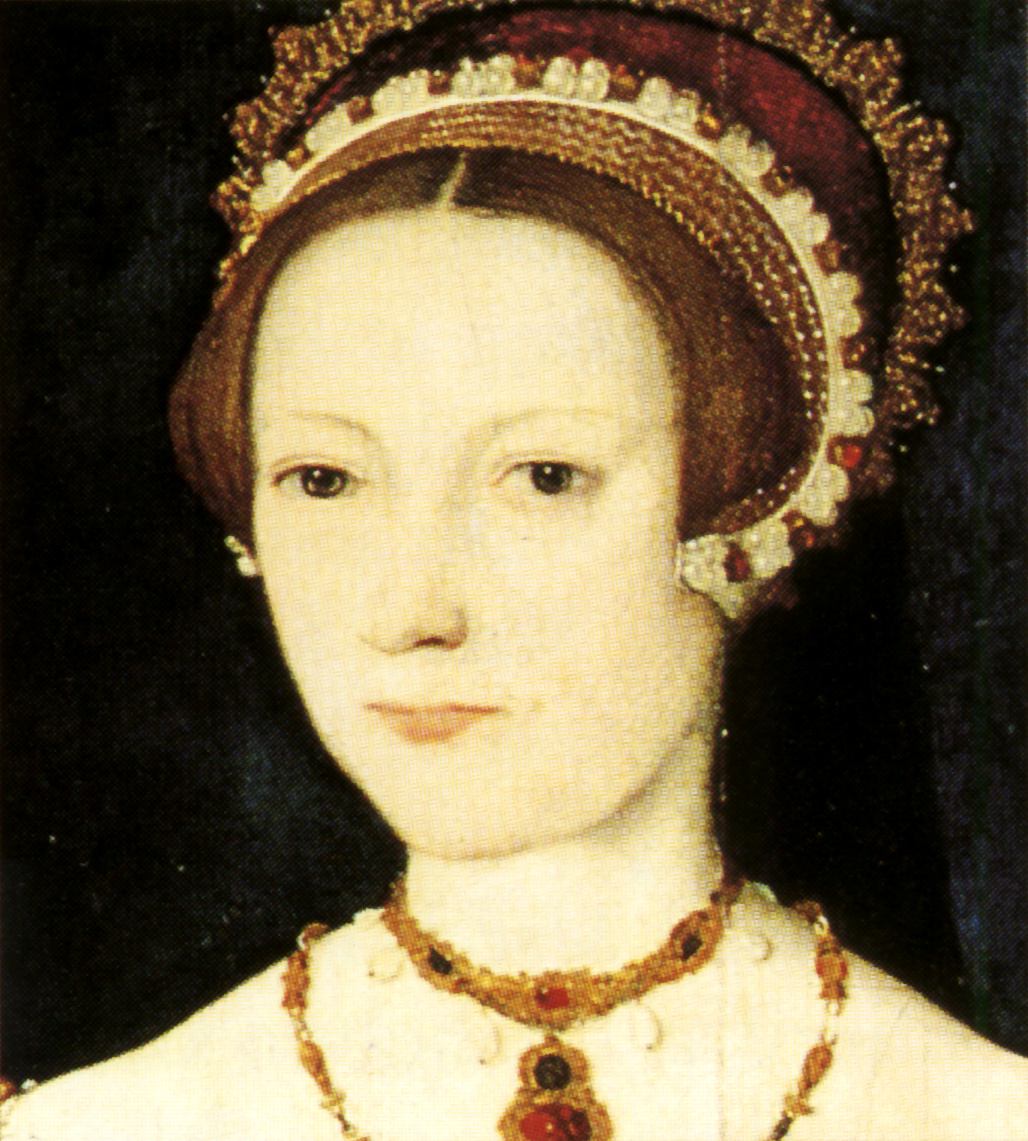
Catherine Parr, Witwe des Königs Heinrich VIII. und Ehefrau Thomas Seymours

Mit Catherine Parr hatte Seymour eine Tochter:
- Mary Seymour (* 30. August 1548; † ca. 1550)

Catherine Parr starb kurz nach Marys Geburt und das Mädchen wurde eine Zeit lang von seiner Tante Anne Seymour, Duchess of Somerset aufgenommen. Kurz vor seiner Hinrichtung ernannte Seymour Katherine Willoughby, 12. Baroness Willoughby de Eresby als Marys Vormund, was diese jedoch als Belastung empfand. Da die Aufzeichnungen ihres Haushalts das Mädchen nur bis kurz nach ihrem zweiten Geburtstag erwähnen, starb Mary Seymour vermutlich im Alter von zwei Jahren.
Aufgrund von Seymours Versuchen, Prinzessin Elisabeth zu verführen, gab es eine Zeit lang Gerüchte, dass sie von ihm schwanger wurde und ihm ein Kind gebar. Elisabeth selbst protestierte heftig gegen diese Gerüchte, bezeichnete sie als „schändliche Verleumdung“ und verlangte vom Kronrat, sie offiziell zu dementieren. Um zu beweisen, dass sie nicht schwanger war, bat sie um Erlaubnis, an den Hof zu kommen und sich öffentlich zu zeigen. Historisch gibt es keinen Beweis für die Existenz von Kindern aus einer Verbindung von Seymour und der Prinzessin.

## Moderne Darstellungen
Im Film Die Thronfolgerin von 1953 spielte Stewart Granger die Rolle des Thomas Seymour, genannt Tom. Er wird als edler und tapferer Ritter dargestellt, der sich mit der jungen Elisabeth, genannt Bess, anfreundet und der Lieblingsonkel des jungen Königs Eduard wird. Trotz seiner Liebe zu Catherine Parr beginnt Seymour Gefühle für Bess zu entwickeln, was sein intriganter Bruder Edward Seymour ausnutzt, um den beliebteren Tom wegen Hochverrats anklagen und hinrichten zu lassen.
In der 3. und 4. Staffel der Fernsehserie Die Tudors wurde Thomas Seymour von Andrew McNair dargestellt. Während er in der dritten Staffel Francis Bryan auf der Jagd nach Reginald Pole begleitet, umwirbt er in der vierten Staffel Catherine Parr. Auch hat er eine Affäre mit seiner Schwägerin Anne Seymour und ist der Vater ihres Sohnes Thomas, was historisch nicht belegt ist.